# Metropolitanato de Sardes

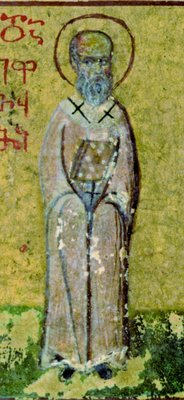
Eutimio de Sardes.

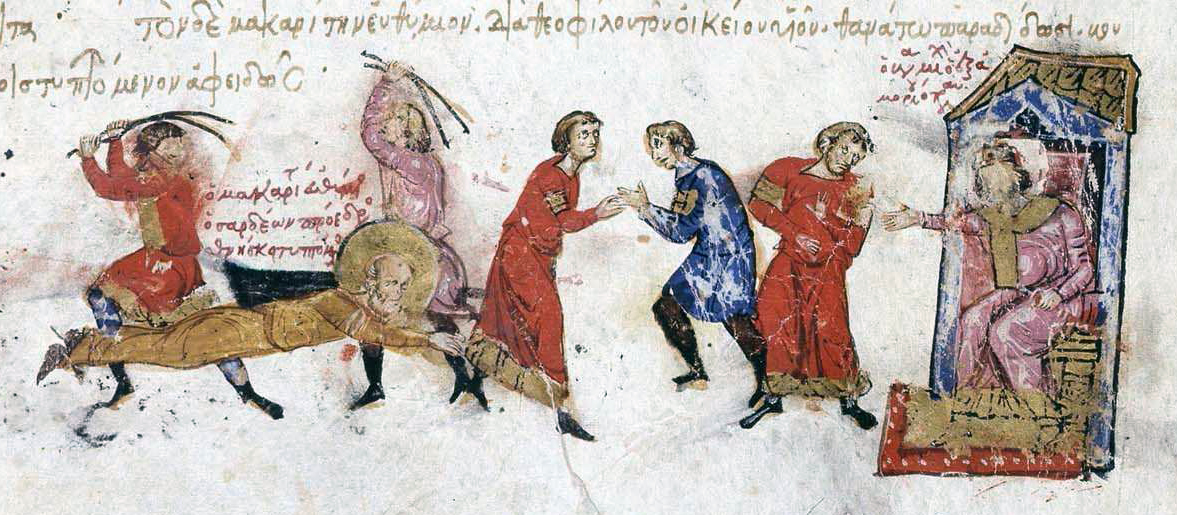
El martirio de Eutimio de Sardes.

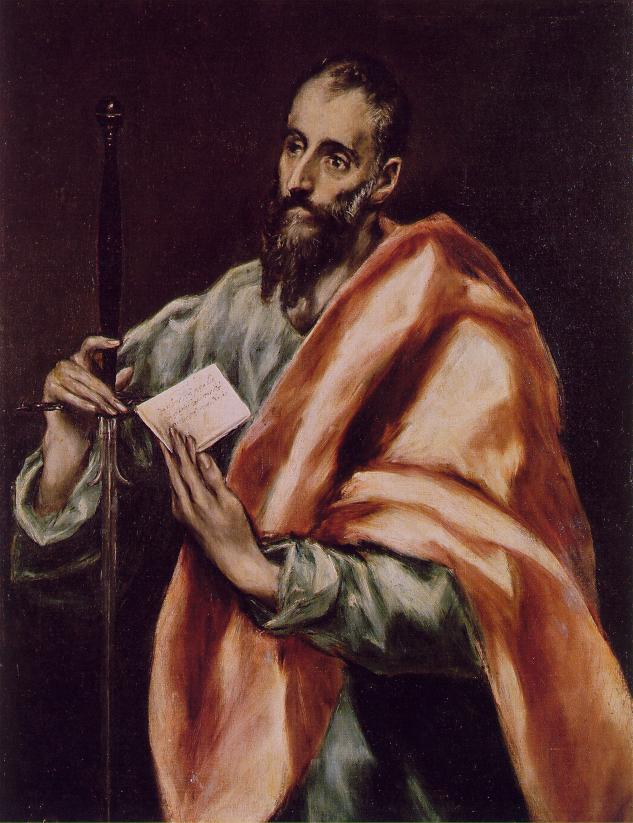
Clemente, un discípulo del apóstol Pablo, es el primer obispo registrado de Sarder.

El metropolitanato de Sardes (en griego: Ιερά Μητρόπολη Σάρδεων) es una diócesis de la Iglesia ortodoxa perteneciente al patriarcado de Constantinopla, que ha sido ocupada por algunos metropolitanos titulares desde el exilio de sus fieles en 1922. Su sede estaba en Sardes (la actual Sart, desde 2005 llamada Sartmahmut, cerca de Salihli) en Turquía. Su titular lleva el título de metropolitano de Sardes, el más honorable ('hipertimos') y exarca de toda Lidia (en griego: Ο Σάρδεων, υπέρτιμος και έξαρχος πάσης Λυδίας). Es una antigua sede metropolitana de la provincia romana de Lidia en la diócesis civil del Ponto y en el patriarcado de Constantinopla.

## Territorio
El territorio del metropolitanato se encuentra en la provincia de Manisa, en donde solo incluye Sartmahmut y su área circundante. El área del metropolitanato limita al norte, este y oeste con el metropolitanato de Filadelfia; y al sur con el  metropolitanato de Heliópolis y Tira.

## Historia
La comunidad cristiana de Sardes se remonta a los orígenes del cristianismo: de hecho, es una de las siete Iglesias de Asia a la que se dirige el libro de Apocalipsis (3,1-6). Según el menologio griego, Clemente, discípulo de Pablo de Tarso, así como uno de los Setenta (Filipenses 4,3), fue nombrado primer obispo de Sardes. La tradición atribuye a la sede de Sardes, en la segunda mitad del siglo II, a san Melitón, contemporáneo de Marco Aurelio, a quien se atribuyen diversas obras de carácter apologético. El sinasario griego recuerda a dos mártires de Sardes, Terapón, conmemorado el 27 de mayo, y Apolonio, venerado el 10 de julio.
Parece que el obispo local había estado sirviendo como metropolitano desde mediados del primer siglo. Ciertamente, con la reforma administrativa de Diocleciano a finales del siglo III, Sardes, además de ser la capital, también se convirtió en la sede metropolitana de la provincia romana de Lidia. El metropolitano Artemidoro de Lidia participó en el primer concilio ecuménico celebrado en Nicea en 325 con ocho de sus obispos sufragáneos. El concilio aprobó la ya existente organización eclesiástica según la cual el obispo de la capital de una provincia romana (el obispo metropolitano) tenía cierta autoridad sobre los otros obispos de la provincia (sufragáneos), utilizando por primera vez en sus cánones 4 y 6 el nombre metropolitano. Quedó así reconocido el metropolitanato de Sardes en la provincia romana de Lidia. El canon 6 reconoció las antiguas costumbres de jurisdicción de los obispos de Alejandría, Roma y Antioquía sobre sus provincias, aunque no mencionó a Cesarea, su metropolitano también encabezaba de la misma manera a los obispos de la diócesis civil del Ponto como exarca del Ponto, por lo que el de Sardes estaba bajo la primacía de honor de Cesarea. El canon 28 del Concilio de Calcedonia en 451 pasó al patriarca de Constantinopla las prerrogativas del exarca del Ponto, por lo que el metropolitanato de Sardes pasó a ser parte del patriarcado de Constantinopla.
En la primera Notitia Episcopatuum conocida, atribuida al pseudo-Epifanio y datable circa 640, la sede de Sardes se menciona en el sexto lugar en el orden jerárquico de las metrópolis del patriarcado de Constantinopla, después de Cesarea, Éfeso, Heraclea, Ancyra y Cícico. En esta misma Notitia se asignan 26 diócesis sufragáneas a Sardes:Filadelfia, Trípoli, Tiatira, Settoi, Aureliópolis, Gordo, Tralle, Sala, Silando, Meonia, Apolónides, Hyrkanis, Mostene, Acraso, Apolonia, Attalea, Bagi,  Blaundo, Mesotimolo, Gerocesarea, Daldis, Cerasa, Stratonicea, Gabala, Satala, Ermocapelia. En las posteriores Notitiae del patriarcado, la sede siempre ocupa el sexto lugar entre las metrópolis de Constantinopla y el número de diócesis sufragáneas varía entre 21 y 27.
La existencia en Sardes de una próspera comunidad judía, que coexistió pacíficamente con la cristiana, está documentada. En cambio, el paganismo sobrevivió hasta el siglo VI, y fue el terreno principal en el que operaban los misioneros monofisitas, incluido Juan de Éfeso, lo que llevó al establecimiento de una comunidad cristiana-monofisita sustancial, con su propia jerarquía paralela a la ortodoxa. El único obispo monofisita conocido es Eliseo, en la segunda mitad del siglo VI, que fue encarcelado en Constantinopla, luego de una mayor persecución contra los monofisitas.
Los árabes saquearon a los Sardes en 716.
Los metropolitanos de Sardes adquirieron un gran prestigio durante el período bizantino medio y participaron activamente en las disputas eclesiásticas de la época. El metropolitano más famoso de Sardes de este período fue san Eutimio, un firme defensor de la veneración de las imágenes contra oponentes iconoclastas. Por esta razón se vio obligado a exiliarse en la época del emperador Nicéforo I. Su sucesor en la sede de Sardes, Juan, también fue un iconódulo y sufrió el mismo destino que Eutimio. Los metropolitanos de Sardes también participaron en el cisma que dividió el patriarcado en el momento de la lucha entre los dos patriarcas Ignacio y Focio. En 1054 se produjo el Cisma de Oriente y los metropolitanos de Sardes quedaron dentro de la Iglesia ortodoxa de Constantinopla. 
Entre los siglos XI y XII se conocen pocos obispos de Sardes; de hecho, en este período la ciudad y la región habían sido conquistadas por los turcos selyúcidas del Sultanato de Rum circa 1085, retomada en 1097 por los bizantinos, volvió a los selyúcidas y de nuevo fue recuperada por el general bizantino Filocal en 1118.
En el siglo XIII, la sede de Sardes fue ocupada por el metropolitano Nicéforo Crisoberge, antiguo retórico y maestro de la escuela patriarcal de Santa Sofía de Constantinopla, y por Andrónico, quien estuvo involucrado en las controversias que vieron oponerse al emperador Miguel VIII Paleólogo en la segunda mitad del siglo con el patriarca Arsenio Autoreianus. Andrónico también hizo varios intentos de unir a las Iglesias de Oriente y de Occidente. En el sínodo de Blanquerna de 1285, la sede parece ser administrada por el metropolitano Gerásimo de Corfú.
Entre los siglos XIII y XIV fue metropolitano de Sardes Cirilo, quien, ante el avance de los otomanos en las provincias de Asia Menor, prefirió huir a Constantinopla. En la correspondencia del patriarca Atanasio I (1289-1309) se menciona varias veces al metropolitano Cirilo, acusado de acumular una fortuna en la capital y de estar lejos de su rebaño. 
Los selyúcidas reocuparon Sardes en 1315. El último metropolitano conocido es Gregorio, documentado desde 1315 hasta 1341. El declive de la ciudad de Sardes y la disminución progresiva de los cristianos en el área llevaron a la supresión del metropolitanato. El sínodo patriarcal de 1369 decidió incorporarlo al metropolitanato de Filadelfia, al que se asignó a sus prelados el título de hipertimos y exarca de toda Lidia, que ya pertenecía a los metropolitanos de Sardes.
El Imperio otomano capturó Sardes en 1390 y fue destruida por los mongoles en 1402. Tamerlán entregó el área al Beylicato de Saruhan, pero los otomanos la recuperaron en 1424.
Con la desaparición del metropolitanato de Sardes el patriarcado de Constantinopla comenzó a asignar el título a prelados no residenciales. El primero conocido es el metropolitano Dionisio, quien participó en el Concilio de Ferrara, ciudad donde murió el 13 de abril de 1438. 
Solo hay una referencia epigráfica bien conocida a la sede de Sardes, que data del siglo V o VI. Un deslizamiento de tierra en 1959 reveló varios artefactos de la iglesia M y el trono, que, como han sugerido los arqueólogos, podría haber sido utilizado por los obispos de Sardes. El primer estudio sistemático de las ruinas en Sardes fue realizado en 1910 por una expedición de la Universidad de Princeton. Las excavaciones de 1912 revelaron una pequeña iglesia que contenía monedas que datan del siglo V y un ábside que cuelga sobre uno de los primeros altares cristianos conocidos, cerca de la esquina noreste del templo de Artemisa.
En noviembre de 1919 Sardes fue ocupada por el ejército griego, que la evacuó en agosto de 1922. Como resultado de la segunda guerra greco-turca y el intercambio de población o la masacre llevada adelante por los turcos, en 1923 la población ortodoxa griega no permaneció en el área de Sardes. El 13 de marzo de 1924 el metropolitanato de Sardes fue restaurado, aunque solo circunscripto a la ciudad y sus alrededores. Desde el 18 de marzo de 1924 hasta el 9 de noviembre de 1943 los metropolitanos de Sardes gobernaron la metrópolis de Pisidia y llevaban el título de Sardes y Pisidia.

## Cronología de los obispos
- Clemente †
- San Melitón † (siglo II)
- Artemidoro † (mencionado en 325)[17]
- Ortasio † (?-360 depuesto)[17][18]
- Teosebio I † (360-362 depuesto)[17]
- Ortasio † (362-después de 366) (por segunda vez)[17]
- Meonio † (mencionado en 431)[17]
- Fiorenzo † (antes de 448-después de 451)[17]
- Euterio (Eterio) † (circa 454-después de 458)[17]
- Teosebio II (o Teofilacto I) † (siglo V/siglo VI)[19]
- Juliano † (mencionado en 553)[17]
  - Eliseo † (después de 558-después de 572) (obispo monofisita)[17]
- Comita? † (siglo VII)[17]
- Marino † (mencionado en 680-681)
- San Eutimio † (antes de 787-26 de diciembre de 831 falleció)[20]
- Juan I † (inicios del siglo IX)[21]
- Antonio I † (siglo IX)[22]
- Pedro I † (mencionado en 867)[23]
- Teofilacto II † (mencionado en 879-880)
- Pedro II † (879-880-?)[24]
- Juan II † (fines del siglo IX)[25]
- Pedro III † (?-912 depuesto)[26]
- Antonio II † (912-después de 914)[27]
- Estiliano † (siglo X)[28]
- León I † (mencionado en 945)[29]
- León II † (mencionado en 997)[30]
- Juan III † (siglo X o siglo X/siglo XI)[31]
- Juan IV † (mencionado en 1071)[32]
- Juan V † (mencionado en 1147)[32]
- Niceto? (anónimo) † (mencionado en 1166)[33]
- Teodoro Galeno † (mencionado en 1191)[34]
- Nicéforo Crisoberge † (mencionado en 1213)[34]
- Alesio † (mencionado en 1216)
- Andrónico I † (circa 1250-1260 depuesto)[35]
- Jacobo Chalazas † (1260/61-?)
- Andrónico I † (1283-1284 depuesto) (por segunda vez)[35]
  - Gerásimo de Corfú † (mencionado en 1285) (administrador)
- Clemente ? † (siglo XIII)[36]
- Cirilo † (mencionado en 1298)[37]
- Anónimo † (mencionado en 1304 y en 1310)[38]
- Gregorio † (antes de 1315-después de 1341)

### Obispos titulares
- Dionisio † (?-13 de abril de 1438 falleció)
- Besarión † (1438-?)
- Nicolás † (mencionado en 1450)
- Efraín † (mencionado en 1677)
- Nicodemo † (mencionado desde 1749 a 1764)
- Nectario Thomaidis † (1792-12 de junio de 1831 falleció)
- Melecio † (mencionado en 1836 y en 1840)
- Miguel Kleovoulus † (15 de julio de 1901-23 de febrero de 1918 falleció)
- Germán Athanasiadis † (16 de marzo de 1924-4 de marzo de 1945 falleció)
- Máximo Christopoulos † (16 de junio de 1946-30 de diciembre de 1986 falleció)
  - Sede vacante (desde 1986)